# Lidia Ravera
Lidia Ravera (Torino, 6 febbraio 1951) è una scrittrice e giornalista italiana.

## Biografia
Dopo gli studi, compiuti al liceo classico Vincenzo Gioberti, raggiunge la notorietà nel 1976 con il romanzo "Porci con le ali", scritto a quattro mani insieme a Marco Lombardo Radice (entrambi sotto i rispettivi pseudonimi, Antonia e Rocco, cioè gli stessi nomi dei due protagonisti), che vende due milioni e mezzo di copie. Il libro, da loro considerato un libretto, scritto di getto, diverrà famoso e di successo soprattutto dopo la favorevole recensione, sul Corriere  della Sera, del giornalista Giuliano Zincone. Recensione che la stessa Ravera ammette di aver letto molti anni dopo, integralmente. È ambientato nel liceo romano Mamiani, viene pubblicato da Samonà e Savelli: tratta della storia d'amore tra due adolescenti, attraverso la quale gli autori tracciano un affresco sulla vita dei "fratelli minori" della generazione del Sessantotto.
In seguito scrive diversi romanzi (Le seduzioni dell'inverno è stato finalista al Premio Strega 2008 e Piangi pure è risultato vincitore assoluto al Premio Nazionale Letterario Pisa 2013 sezione Narrativa) e saggi e pubblica alcuni racconti - L'altro amore,Trinità, Imprevista - in Principesse azzurre 2, 3, 4, a cura di Delia Vaccarello.
Ultimo ad essere dato alle stampe nel 2025 con il titolo: "Volevo essere un uomo". La Ravera ammette che per tutta la vita si è sentita dire dai famigliari frasi del tipo: "sono tutte femmine in casa potevi nascere almeno tu maschio" e anche, come lei scrive nel libro: "Appena nata aveva già deluso sua madre: non era un bel maschietto..." 
Viene trattato l'argomento tabù che la Ravera ribadisce: "per piú di duemila anni l'invidia verso le donne è stata negata, trasformata in svalutazione e le ha spinte ai margini, le ha sminuite, ostracizzate dalle stanze del potere, ridotte a funzioni della propria prosperità, del proprio godimento, le ha calunniate, le ha trattate da inferiori. Le ha bruciate sul rogo come streghe o internate nei manicomi come pazze. Mossi dall'invidia, per una diversità che non potevano dominare, si sono vendicati, gli uomini." Aggiungendo, in conclusione, quasi a sollecitare un esame di coscienza, nella presentazione finale: "E tu vuoi essere uno di loro?" 
Ha collaborato a numerose sceneggiature per il cinema e per alcune serie televisive della RAI e scrive per Il fatto quotidiano e Donna Moderna.
Anche se ufficialmente atea si definisce come una donna in preda alla disillusione e al disincanto, pensando anche spesso alla morte in questo tempo di conflitti nel mondo.

### Attività politica
Dal 2013 al 2018 è stata assessore alla cultura e politiche giovanili nella regione Lazio guidata dal presidente Nicola Zingaretti.

## Opere

### Romanzi
- Porci con le ali. Diario sessuo-politico di due adolescenti, con Marco Lombardo Radice come Rocco e Antonia, Roma, Savelli, 1976.
- Ammazzare il tempo, Milano, A. Mondadori, 1978.
- Bambino mio, Milano, Bompiani, 1979.
- Bagna i fiori e aspettami, Milano, Rizzoli, 1986. ISBN 88-17-69201-8.
- Per funghi, Roma-Napoli, Theoria, 1987.
- Se lo dico perdo l'America, Milano, Rizzoli, 1988. ISBN 88-17-69202-6.
- Voi grandi, Roma-Napoli, Theoria, 1990. ISBN 88-241-0176-3.
- Tempi supplementari, Roma, Armando, 1990. ISBN 88-7144-194-X.
- Due volte vent'anni, Milano, Rizzoli, 1992. ISBN 88-17-69200-X.
- In quale nascondiglio del cuore. Lettera a un figlio adolescente, Milano, A. Mondadori, 1993. ISBN 88-04-37356-3.
- Il paese di Eseap, Teramo, Lisciani & Giunti, 1994. ISBN 88-09-50135-7; ripubbl. come Il paese all'incontrario, Firenze-Milano, Giunti junior, 2002. ISBN 88-09-01465-0.
- Sorelle, Milano, A. Mondadori, 1994. ISBN 88-04-38774-2.
- Nessuno al suo posto, Milano, A. Mondadori, 1996. ISBN 88-04-40415-9.
- I compiti delle vacanze, Milano, Mondadori, 1997. ISBN 88-04-42468-0.
- Maledetta gioventù, Milano, Mondadori, 1999. ISBN 88-04-46103-9.
- Né giovani, né vecchi, Milano, Mondadori, 2000. ISBN 88-04-48082-3.
- Il lungo inverno fiorito e altre storie, Milano, La tartaruga, 2001. ISBN 88-7738-337-2; Milano, Baldini & Castoldi, 2001. ISBN 88-8490-237-1.
- La festa è finita, Milano, Mondadori, 2002. ISBN 88-04-50066-2.
- Il freddo dentro, Milano, Rizzoli, 2003. ISBN 88-17-87296-2.
- In fondo, a sinistra..., Milano, Melampo, 2005. ISBN 88-89533-09-9.
- Eterna ragazza, Milano, Rizzoli, 2006. ISBN 88-17-01302-1.
- No, grazie, Roma, Perrone, 2007. ISBN 978-88-6004-089-3.
- Le seduzioni dell'inverno, Roma, Nottetempo, 2008. ISBN 978-88-7452-138-8.
- Il dio zitto, Roma, Nottetempo, 2008. ISBN 978-88-7452-161-6.
- La guerra dei figli, Milano, Garzanti, 2009. ISBN 978-88-11-68366-7.
- La donna gigante, Milano, Melampo, 2009. ISBN 978-88-89533-41-3.
- Piccoli uomini. Maschi ritratti dell'Italia d'oggi, Milano, Il Saggiatore, 2011. ISBN 978-88-428-1729-1.
- Piangi pure, Milano, Bompiani, 2013. ISBN 978-88-452-7331-5.
- Gli scaduti, Milano, Bompiani, 2015. ISBN 978-88-452-7823-5.
- Terzo tempo, Milano, Bompiani, 2017. ISBN 978-88-452-8372-7.
- L'Amore che dura, Bompiani, 2019. ISBN 978-88-452-9928-5.
- Tempo con bambina, Bompiani, 2020. ISBN 978-88-301-0359-7
- Avanti, parla, Bompiani, 2021. ISBN 978-88-301-0289-7
- Age Pride. Per liberarci dai pregiudizi sull’età, Einaudi, 2023, ISBN 978-88-06-25941-9
- Un giorno tutto questo sarà tuo, Bompiani, 2024, ISBN 9788830110076
- Volevo essere un uomo, Super ET Opera viva, Einaudi, 2025, ISBN 9788806265618

### Racconti
- Legami famigliari, a cura di, Roma, Controluce, 1995.
- Il compleanno di Giorgiana. Giorgiana Masi, Roma - 12 maggio 1977, in Paola Staccioli (a cura di), In ordine pubblico. 10 scrittori per 10 storie, Roma, Fahrenheit 451, 2005. ISBN 88-86095-88-0.

### Articoli
- Lidia e gli anni '80. Gli articoli di Lidia Ravera per Cosmopolitan, s.l., Syds Italia, 1990.

### Interviste
- La vita che vorrei. [Un confronto sul vissuto, la politica, il Paese che è stato e quello che potrebbe essere], con Nichi Vendola, Roma, Audino, 2012. ISBN 978-88-7527-218-0.

### Filmografia

#### Sceneggiature
- Ammazzare il tempo, regia di Mimmo Rafele (1979)
- Maschio, femmina, fiore, frutto, regia di Ruggero Miti (1979)
- Oggetti smarriti, regia di Giuseppe Bertolucci (1980)
- Casa Cecilia, regia di Vittorio De Sisti (1982) [miniserie TV]
- Adamo ed Eva, la prima storia d'amore, regia di Enzo Doria e Luigi Russo (1983)
- Casa Cecilia 2 (un anno dopo), regia di Vittorio De Sisti (1983) [miniserie TV]
- 32 dicembre, regia di Luciano De Crescenzo (1988)
- Pathos - Segreta inquietudine, regia di Piccio Raffanini (1988)
- Mamba, regia di Mario Orfini (1988)
- La ciociara, regia di Dino Risi (1989) [miniserie TV]
- Amori in corso, regia di Giuseppe Bertolucci (1989)
- Quattro piccole donne, regia di Gianfranco Albano (1990) [miniserie TV]
- Dagli Appennini alle Ande, regia di Pino Passalacqua (1990) [miniserie TV]
- Una vita in gioco, regia di Franco Giraldi (1991) [miniserie TV]
- Una vita in gioco 2, regia di Giuseppe Bertolucci (1992) [miniserie TV]
- Il giovane Mussolini, regia di Gianluigi Calderone (1993) [miniserie TV]
- Due volte vent'anni, regia di Livia Giampalmo (1994) [film TV]
- Due madri per Rocco, regia di Andrea e Antonio Frazzi (1994) [film TV]
- Mamma per caso, regia di Sergio Martino (1997) [miniserie TV]
- Un nero per casa, regia di Gigi Proietti (1998) [film TV]
- Il dolce rumore della vita, regia di Giuseppe Bertolucci (1999)
- Una vita sottile, regia di Gianfranco Albano (2003) [film TV]
- Rosafuria, regia di Gianfranco Albano (2003) [film TV]
- Nessuno al suo posto, regia di Gianfranco Albano (2003) [film TV]
- Il segreto di Arianna, regia di Gianni Lepre (2007) [miniserie TV]
- Le seduzioni, regia di Vito Zagarrio (2021)

#### Programmi TV
- Finalmente venerdì (1989-1990) (autrice)

## Premi e riconoscimenti
- Ciak d'oro
  - 1990 - Candidatura a migliore sceneggiatura per Amori in corso